# ليونا وود
ليونا وود (بالإنجليزية: Leona Wood)‏ هي راقصة ورسامة أمريكية، ولدت في 21 مايو 1921 في سياتل في الولايات المتحدة، وتوفيت في 7 فبراير 2008 في لوس أنجلوس في الولايات المتحدة.